# Jean-Baptistin Baille
Jean-Baptistin Baille (* 1841 in Aix-en-Provence; † 1918 in Paris) war ein französischer Wissenschaftler und Industrieller.
Baille wuchs in Aix-en-Provence auf, wo sein Vater Inhaber des Hôtel des Thermes war. Zusammen mit Paul Cezanne und Émile Zola bildete er ein Trio, das man die Unzertrennlichen nannte und das sich für Theater, Literatur und Dichtkunst begeisterte. Zwischen 1858 und 1861, als Zola bereits in Paris weilte, stand Baille mit diesem in engem Briefwechsel. Im Jahre 1861 wurde Baille in die École polytechnique zu Paris aufgenommen und stand bis 1867 weiterhin in engem Kontakt zu Zola. Baille wurde in der Folge Astronom am Pariser Observatorium und übernahm Leitungsfunktionen in der Fabrik für optische Geräte seines Schwiegervaters.
Baille wurde von Zola im Roman Das Werk mit der Figur Louis Dubuche porträtiert, was Baille wenig erfreute.

## Werke
- Jean-Baptistin Baille: Production de l'électricité. Hachette, Paris 1890 (bnf.fr).